# Васіліос Патсікакіс
Васіліос Патсікакіс (Vasilis Patsikakis) — грецький дипломат. Перший Надзвичайний і Повноважний Посол Греції в Україні.

## Біографія
До 1993 року перебував на посаді Надзвичайного і Повноважного Посла Греції в Швеції.
З 1993 по 1998 рр. — Надзвичайний і Повноважний Посол Греції в Україні та в Молдові за сумісництвом, з резиденцією в Києві. Вручив вірчі грамоти Президенту України Леоніду Кравчуку у серпні 1993 року. Спочатку Посольство та резиденція Посла розташовувалось у готелі «Національний», згодом було перенесено на вулицю Софіївська, 19. У 1996 році посол Греції в Україні відкрив Генеральні Консульства в Маріуполі та Одесі під керівництвом Генеральних консулів пана Тімолеона Канеллопулоса та пані Іфігенії Контолеонтос відповідно.
З 2000 по 2002 рр. — Надзвичайний і Повноважний Посол Греції у Фінляндії.